# Ржище (Літія)
Ржище (словен. Ržišče) — поселення в общині Літія, Осреднєсловенський регіон, Словенія. Висота над рівнем моря: 426,7 м.